# Гол Клемент
Гол Клемент (англ. Hal Clement; *30 травня 1922 — †29 жовтня 2003) — американський письменник-фантаст, «технар». Справжнє ім'я — Гаррі Клемент Стаббс ( Harry Clement Stubbs). Лауреат премії «Гросмейстер фантастики» за заслуги перед жанром (1999).

## Біографія

### Освіта
Гол Клемент народився 30 травня 1922 у Сомервіллі, США. 1939 року, після закінчення школи, вступив до технічного коледжу Ринджа, а в 1943 році здобув ступінь бакалавра астрономії в Гарвардському університеті, далі ступінь магістра з педагогіки в Бостонському університеті (1946) і ступінь магістра з хімії Сіммонса (1963).

### Військова служба
Після закінчення Гарварду Клемент вступив в армійський повітряний корпус і брав участь у бойових діях Другої Світової війни як пілот бомбардувальника Б-24, зробивши 35 бойових вильотів. У 1953 переходить у військовий резерв, а в 1976 році у званні полковника звільняється в запас.

## Творчість
Перше науково-фантастичне оповідання Гола Клемента — Доказ з'явилося в червні 1942 року, у кемпбелівському журналі «Astounding Science Fiction», а перший роман — «Голка» — у 1949 р. Вже в перших творах Клемент визначився з жанровою спрямованістю — тверда наукова фантастика, іноді на грані наукових і науково-популярних статей. 1945 року Клемент пише оповідання «Uncommon Sense» («Незвичайне відчуття»), за який йому згодом присвоять Ретро-Х'юго (1996). У 1953 році на сторінках того ж «Astounding Science Fiction» з'явився найвідоміший роман Клемента «Експедиція «Тяжіння»» що дав початок Месклинитському циклу творів автора. Всього Клемент написав близько півтора десятка романів і сотні повістей та оповідань. 1 травня 1999 року в Піттсбурзі йому надано почесне звання «Великий Майстер» премії «Г'юго». Також він двічі був відзначений премією Skylark (1969 і 1997 рр..), яку присуджують за внесок у розвиток фантастики. Значення його праць для жанру твердої фантастики безсумнівне, протягом півстоліття Клемент підтримував актуальність і серйозність фантастики, орієнтованої на природничі науки.
Одним з ілюстраторів творів Гола Клемента був український графік Сергій Поярков

### Освіта та особисте життя
Після війни Гол Клемент оселився в Мілтоні і аж до 1987 року працював викладачем у середній школі та в Мілтонській академії. Одружився Клемент в 1952 році з Мері Елізабет Маєрс. Він залишив після себе двох синів (Джордж Клемент і Річард Маєрс) і доньку Крістіну Гензель.
Гол Клемент помер уві сні рано вранці 29 жовтня 2003 року.